# Chunga's Revenge

Chunga's Revenge treći je samostalni studijski album američkog glazbenika Frank Zappe, koji izlazi u listopadu 1970.g. Ovim albumom Zappa radi preokret u dosadašnjem radu, pa tako na njemu nema podrugljivih političkih komentara što je bio slučaj s grupom The Mothers of Invention. Tekstovi na albumu najavljuju njegov sljedeći film/album 200 Motels kojeg izdaje kompanija "United Artist" i ne dobiva dobre ocjene od glazbenih kritičara.

## Popis pjesama
Sve pjesme napisao je Frank Zappa.
1. "Transylvania Boogie" – 5:01
2. "Road Ladies" – 4:10
3. "Twenty Small Cigars" – 2:17
4. "The Nancy and Mary Music" – 9:27
5. "Tell Me You Love Me" – 2:33
6. "Would You Go All the Way?" – 2:29
7. "Chunga's Revenge" – 6:15
8. "The Clap" – 1:23
9. "Rudy Wants to Buy Yez a Drink" – 2:44
10. "Sharleena" – 4:04

## Izvođači
- Frank Zappa – gitara, harfa, Tom-tom bubnjevi, vokal
- Max Bennett – bas-gitara
- George Duke – orgulje, trombon, električni klavir, zvučni efekti, vokal
- Aynsley Dunbar – bubnjevi, dajre
- John Guerin – bubnjevi
- Don "Sugarcane" Harris – orgulje
- Howard Kaylan – vokal
- Mark Volman – vokal
- Jeff Simmons – bas-gitara, vokal
- Ian Underwood – orgulje, gitara, klavir, ritma gitara, električni klavir, alt saksofon, tenor saksofon, orgulje

## Produkcija
- Producent: Frank Zappa
- Projekcija: Stan Agol, Roy Baker, Dick Kunc, Bruce Margolis
- Asistent produkcije: Dick Barber
- Aranžer: Frank Zappa
- Dizajn albuma: Cal Schenkel
- Ilustracija: Cal Schenkel
- Fotografija: Phil Franks (prednja stana albuma) i John Williams

## Top lista
Album – Billboard (Sjeverna Amerika)
| Godina | Top lista  | Mjesto |
| ------ | ---------- | ------ |
| 1970   | Pop Albums | 119    |

## Vanjske poveznice
- Informacije o albumu na Lyricsu